# Grammy Award para melhor desempenho vocal solo de rock
Prêmio Grammy de Melhor Performance Solo de Rock (do inglês: Grammy Award of Best Solo Rock Vocal Performance) foi uma das categorias da Grammy Awards, uma cerimónia estabelecida em 1958, e originalmente denominada como Gramophone Awards, concedida a músicos pela qualidade vocal em obras do gênero Rock. As várias categorias são apresentadas anualmente pela National Academy of Recording Arts and Sciences dos Estados Unidos em "honra da realização artística, proficiência técnica e excelência global na indústria da gravação, sem ter em conta as vendas de álbuns ou posições nas tabelas musicais".
Originalmente denominada Best Rock Vocal Performance, Solo, a categoria foi vencida primeiramente por Bruce Springsteen em 1988 com o álbum Tunnel of Love. Desde então, o prêmio foi apresentado em 1992 e 1994 e a partir de 2005 até 2011, quando foi definitivamente encerrado. De 2005 a 2011, abrangeu artistas das categorias Best Male Rock Vocal Performance e Best Female Rock Vocal Performance'. Apesar dos esforços da academia organizadora, a fusão foi amplamente criticada principalmente por conta da ausência de indicadas femininas.
Springsteen é o maior vencedor da categoria, com cinco vitórias. Além dele, nenhum outro artista recebeu o prêmio mais de uma única vez. Os artistas estadunidenses são os mais indicados em comparação a outras nacionalidades. Neil Young possui o recorde de maior número de indicações, totalizando quatro nomeações e uma vitória.  

## Vencedores e indicados
| Ano  | Artista           | Obra                                             | Nacionalidade  | Indicados | Ref.   |
| ---- | ----------------- | ------------------------------------------------ | -------------- | --- | ------ |

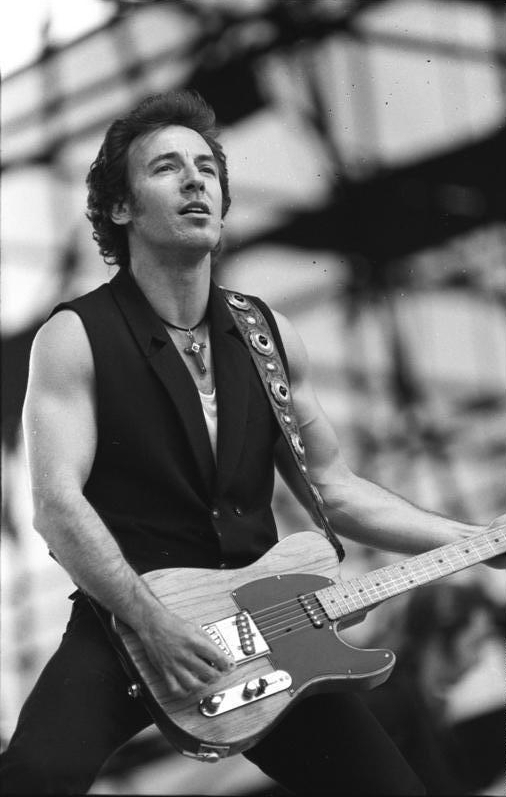
Bruce Springsteen, vencedor em 1988, obteve outros quatro prêmios da categoria.

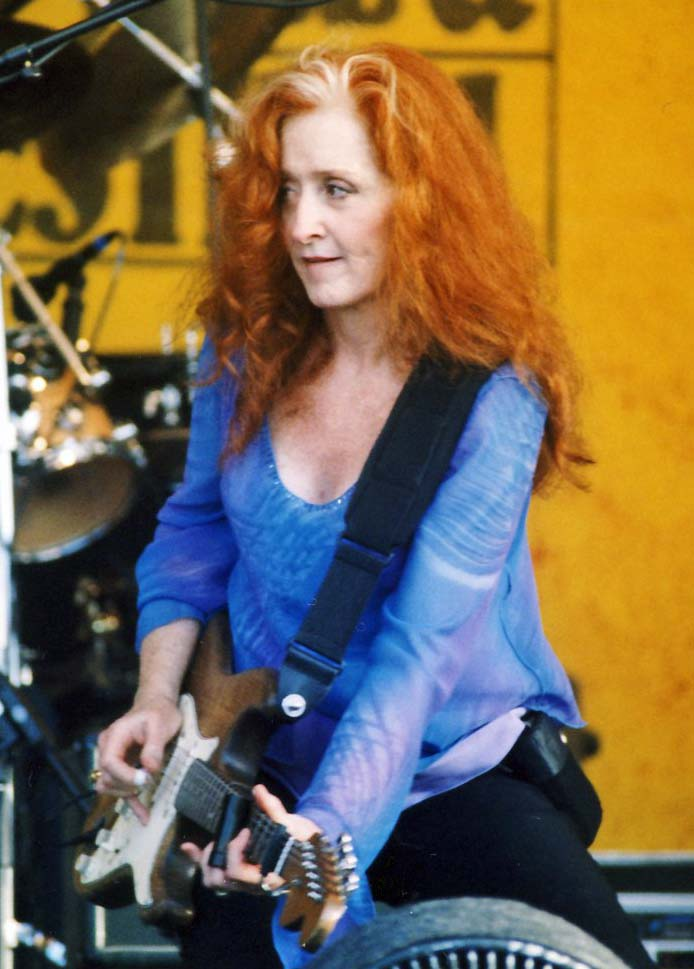
Bonnie Raitt, vencedora em 1992 e única mulher a vencer o prêmio.

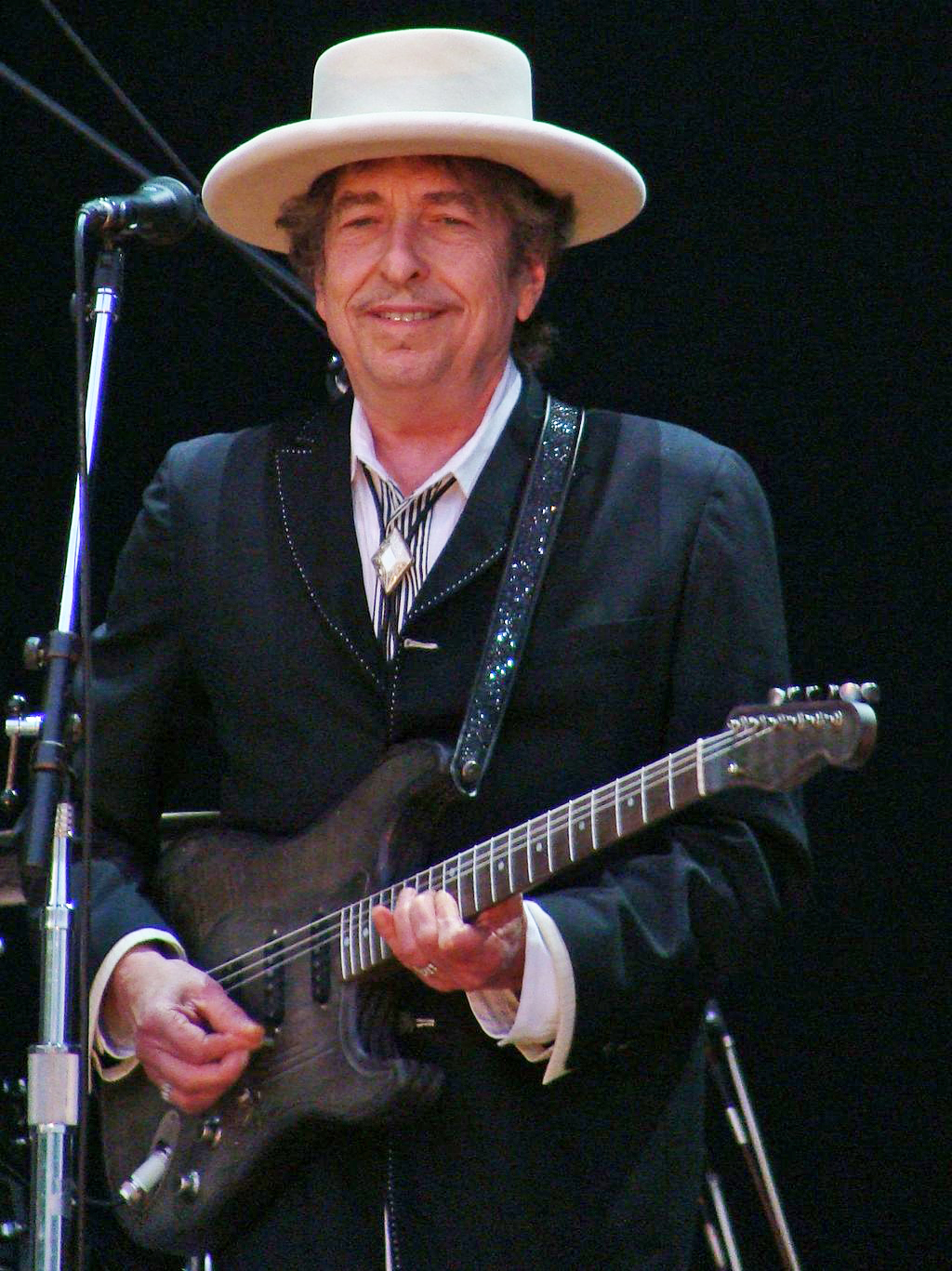
Bob Dylan, vencedor em 2007.

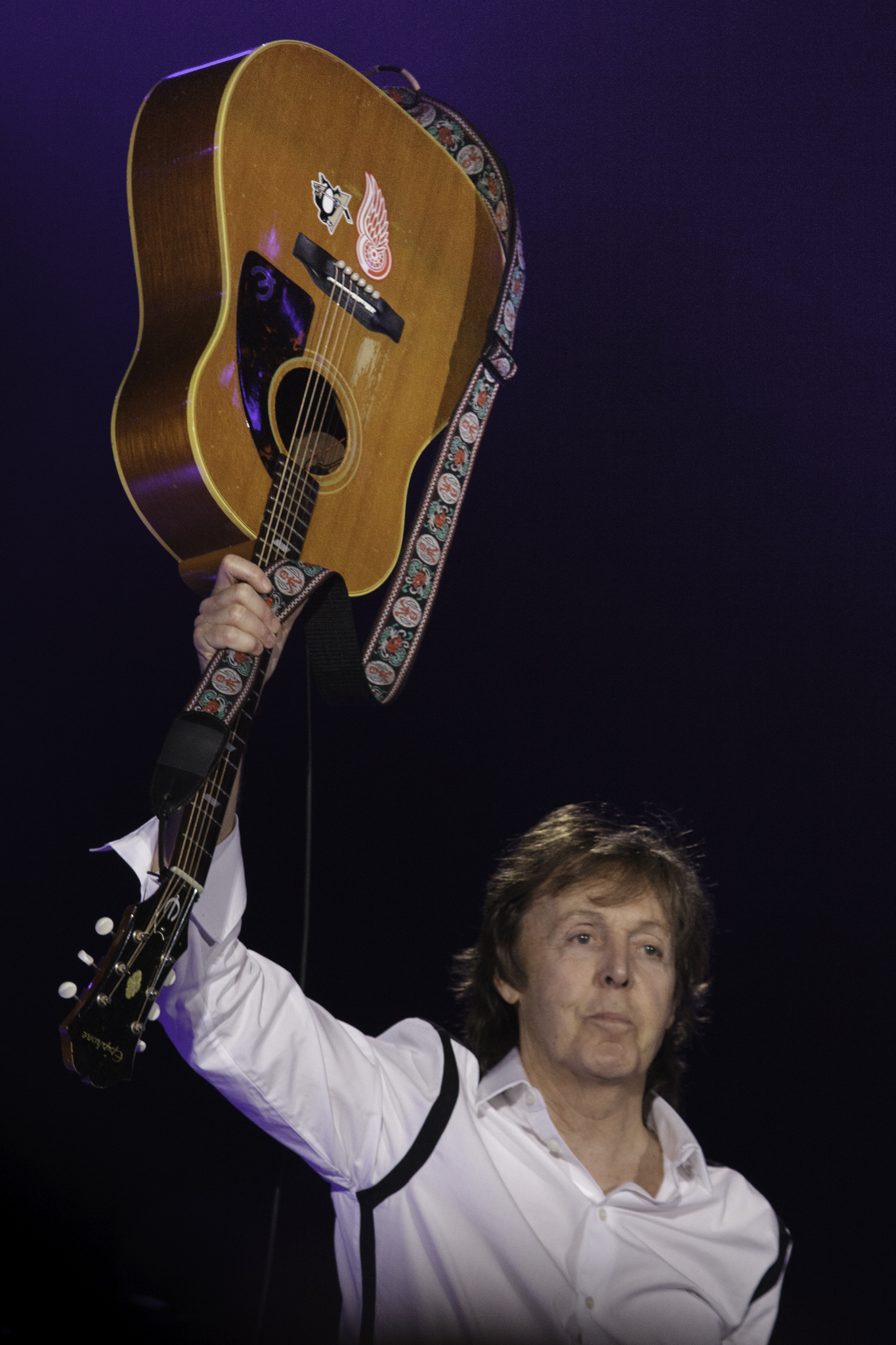
Paul McCartney, vencedor em 2011 e indicado em 2008 e 2009.

| 1988 | Bruce Springsteen | Tunnel of Love                                   | Estados Unidos | - Joe Cocker – "Unchain My Heart" - Richard Marx – "Don't Mean Nothing" - Bob Seger – "Shakedown" - Tina Turner – "Better Be Good to Me"                                             | [ 3 ]  |
| 1992 | Bonnie Raitt      | Luck of the Draw                                 | Estados Unidos | - Bryan Adams – "Can't Stop This Thing We Started" - Eric Clapton – 24 Nights - John Mellencamp – "Whenever We Wanted" - Robbie Robertson – Storyville - Bob Seger – The Fire Inside | [ 4 ]  |
| 1994 | Meat Loaf         | "I'd Do Anything for Love (But I Won't Do That)" | Estados Unidos | - Bob Dylan – "All Along the Watchtower" - Peter Gabriel – "Steam" - Lenny Kravitz – "Are You Gonna Go My Way" - Sting – "Demolition Man"                                            | [ 5 ]  |
| 2005 | Bruce Springsteen | "Code of Silence"                                | Estados Unidos | - Ryan Adams – "Wonderwall" - Steve Earle – "The Revolution Starts Now" - Melissa Etheridge – "Breathe" - Tom Waits – "Metropolitan Glide"                                           | [ 6 ]  |
| 2006 | Bruce Springsteen | "Devils & Dust"                                  | Estados Unidos | - Eric Clapton – "Revolution" - Robert Plant – "Shine It All Around" - Rob Thomas – "This Is How a Heart Breaks" - Neil Young – "The Painter"                                        | [ 7 ]  |
| 2007 | Bob Dylan         | "Someday Baby"                                   | Estados Unidos | - Beck – "Nausea" - John Mayer – "Route 66" - Tom Petty – "Saving Grace" - Neil Young – "Lookin' for a Leader"                                                                       | [ 8 ]  |
| 2008 | Bruce Springsteen | "Radio Nowhere"                                  | Estados Unidos | - Beck – "Timebomb" - Paul McCartney – "Only Mama Knows" - John Mellencamp – "Our Country" - Lucinda Williams – "Come On"                                                            | [ 9 ]  |
| 2009 | John Mayer        | "Gravity"                                        | Estados Unidos | - Paul McCartney – "I Saw Her Standing There" - Bruce Springsteen – "Girls in Their Summer Clothes" - Eddie Vedder – "Rise" - Neil Young – "No Hidden Path"                          | [ 10 ] |
| 2010 | Bruce Springsteen | "Working on a Dream"                             | Estados Unidos | - Bob Dylan – "Beyond Here Lies Nothin'" - John Fogerty – "Change in the Weather" - Prince – "Dreamer" - Neil Young – "Fork in the Road"                                             | [ 11 ] |
| 2011 | Paul McCartney    | "Helter Skelter"                                 | Reino Unido    | - Eric Clapton – "Run Back to Your Side" - John Mayer – "Crossroads" - Robert Plant – "Silver Rider" - Neil Young – "Angry World"                                                    | [ 12 ] |

## Ligações Externas
- «Página oficial» (em inglês)